# 39 Lyncis
39 Lyncis är en blåvit dubbelstjärna i stjärnbilden Stora björnen. Trots sin Flamsteed-beteckning tillhör den inte Lodjurets stjärnbild. Den ligger på gränsen mellan stjärnbilderna och fick byta tillhörighet vid översynen av gränser mellan stjärnbilderna år 1930 och benämns sedan bytet av stjärnbild ofta HD 80608.
Stjärnan har visuell magnitud +6,9 och är inte synlig utan fältkikare. Den ligger på ett avstånd av ungefär 735 ljusår.